# Bretten (Németország)
Bretten város Németországban, azon belül Baden-Württembergben. Lakosainak száma 30 136 fő (2023. december 31.).

## A város részei
A következő településeket beolvasztattak Brettenbe:

1971 január 1-jén: Rinklingen
1972 február 2-án: Bauerbach
1972 március 1-jén: Neibsheim, Lkr. Bruchsal
1972 június 1-jén: Dürrenbüchig
1973 január 1-jén: Ruit
1973 január 1-jén: Sprantal
1974 január 1-jén: Büchig bei Bretten
1975 január 1-jén: Diedelsheim

## Népesség
A település népessége az elmúlt években az alábbi módon változott:
| Lakosok száma | 22 140 | 28 466 | 28 826 | 29 336 | 29 412 | 29 927 | 30 073 | 30 136 |
|               | 1975   | 2010   | 2015   | 2017   | 2019   | 2021   | 2022   | 2023   |

## Fekvése
Karlsruhetől keletre fekvő település.

## Nevezetességei
- Melanchton Fülöp szülőháza (1689-ben lerombolt szülőházát 1897-ben újból felépítették.  Az épület ma múzeum, melyben a reformáció idejéből való számos értékes okmányt, képet és nagy könyvtárat őriznek.)
- Pfeifer-torony – a 16. században épült.
- Simmel-torony – a 14. század végén épült.
- Városi templom – (Stadtkirche) – 14-15. századi evangélikus templom.

## Híres személyek
- itt született Melanchton Fülöp (1497–1560) reformátor
- Louis Paravicini (1811–1878) politikus
- Max Heinsheimer (1832–1892) jogász
- Hermann Fecht (1880–1952) politikus
- Hermann Weber (1899–1956) zoológus
- Otto Beuttenmüller (1901–1999) genealógus
- Moritz Kraut (1905–1941) politikus
- Klaus Schnabel (1937) teológus
- Peter Reichert (1961) labdarúgó
- Ingrid Herr (1962) biológus
- Cris Cosmo (1978) zenész
- Serhat Akın (1981) labdarúgó
- Selçuk Alibaz (1989) labdarúgó

## Galéria

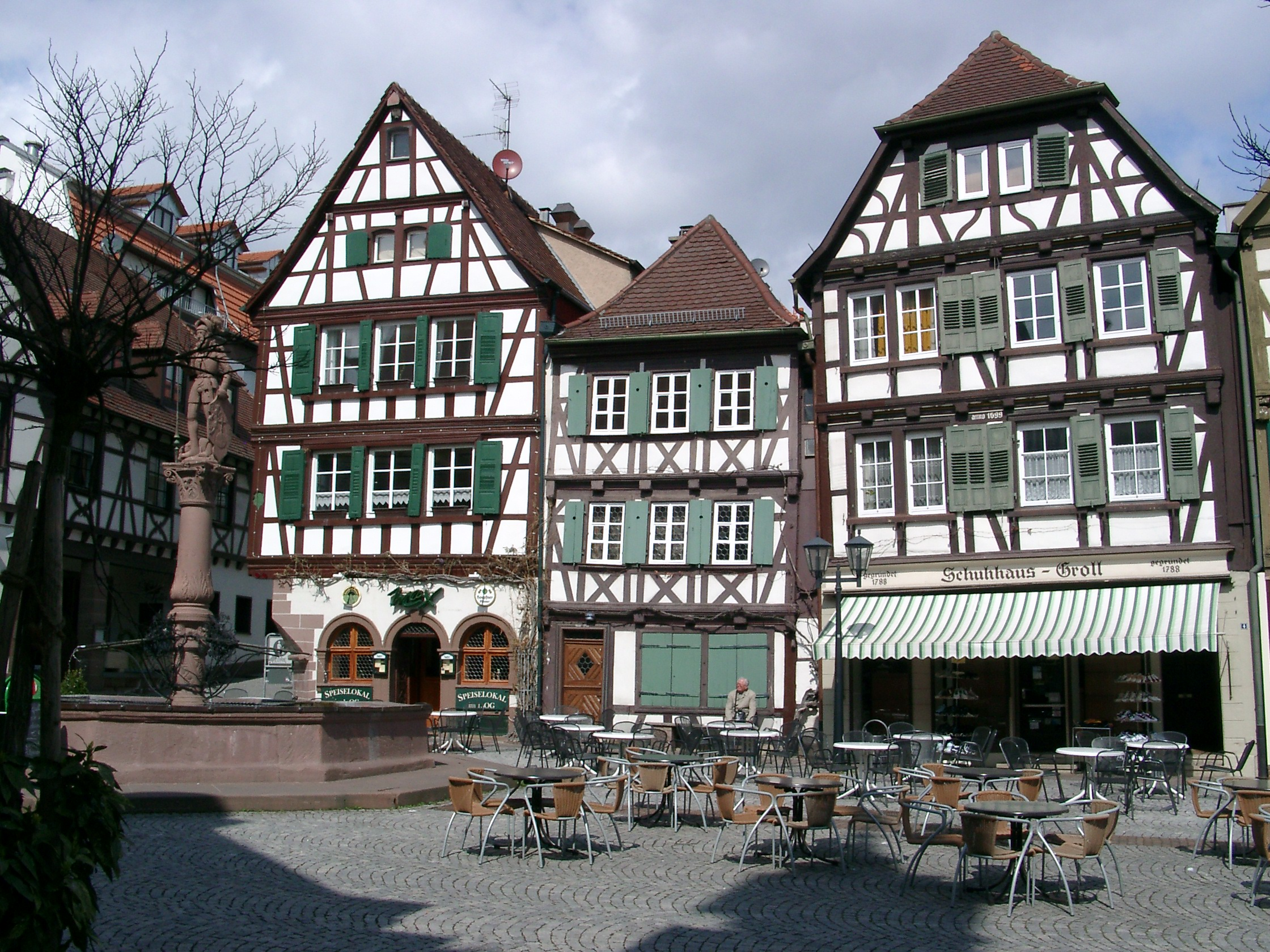
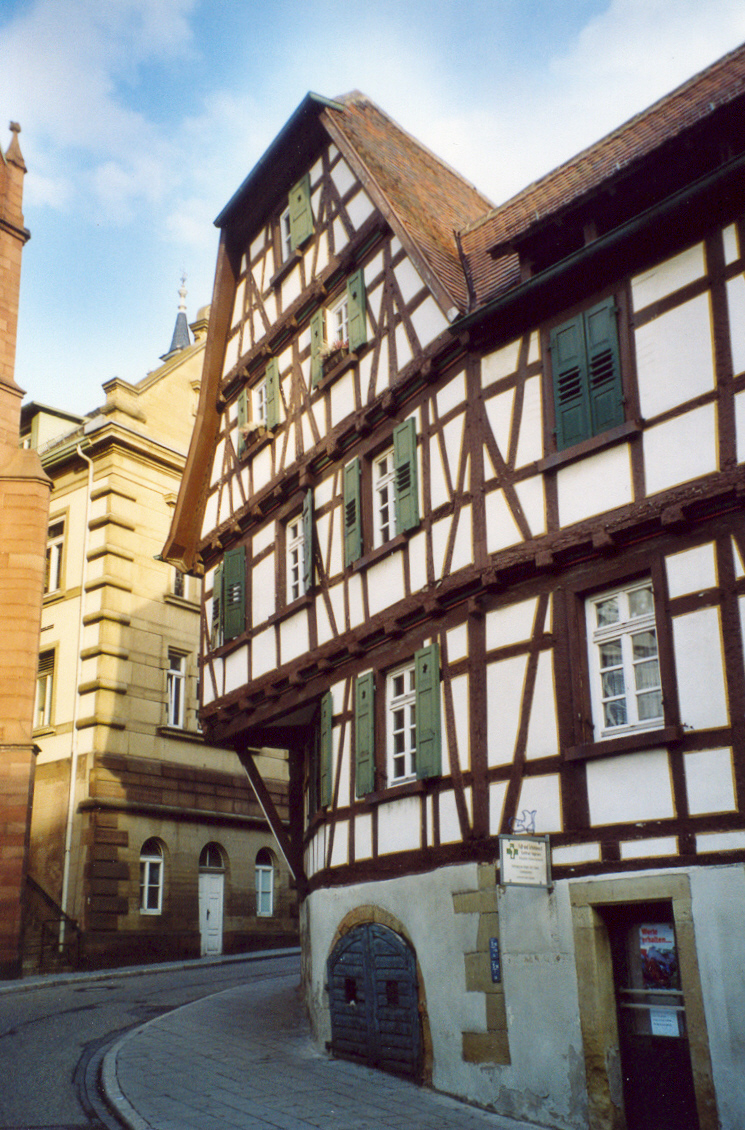
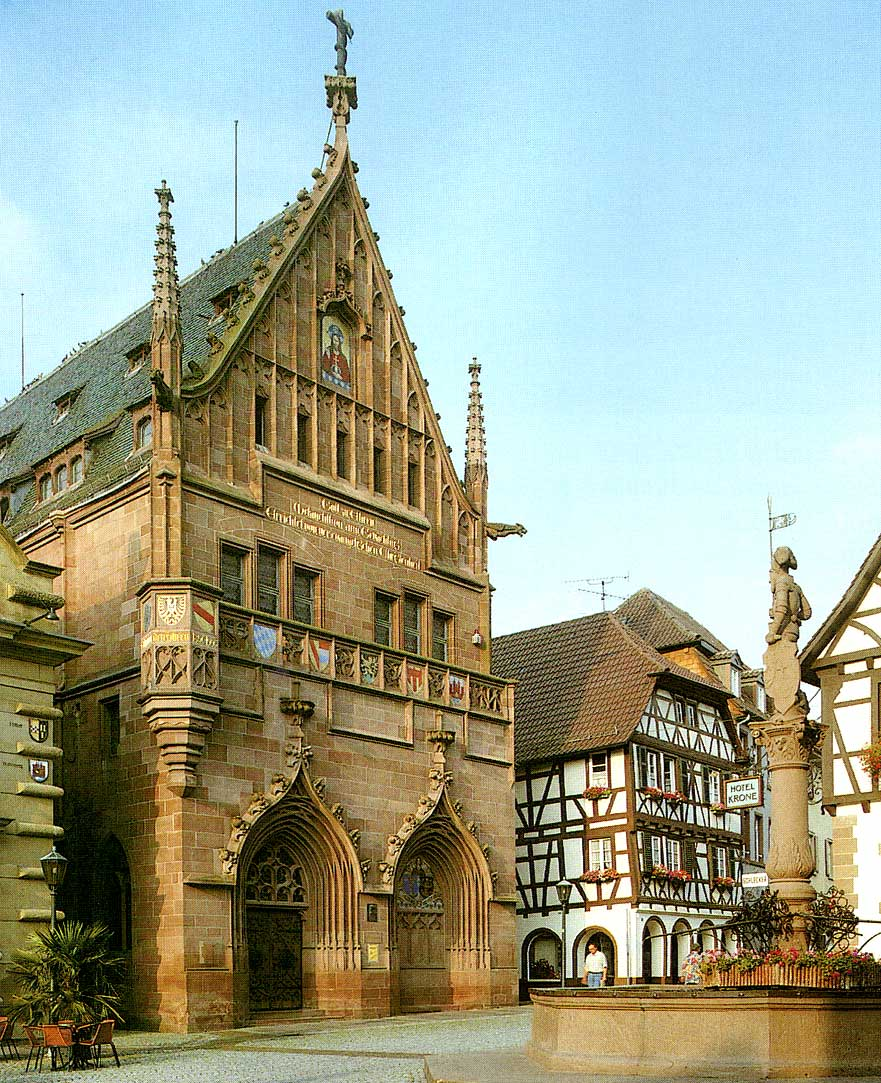
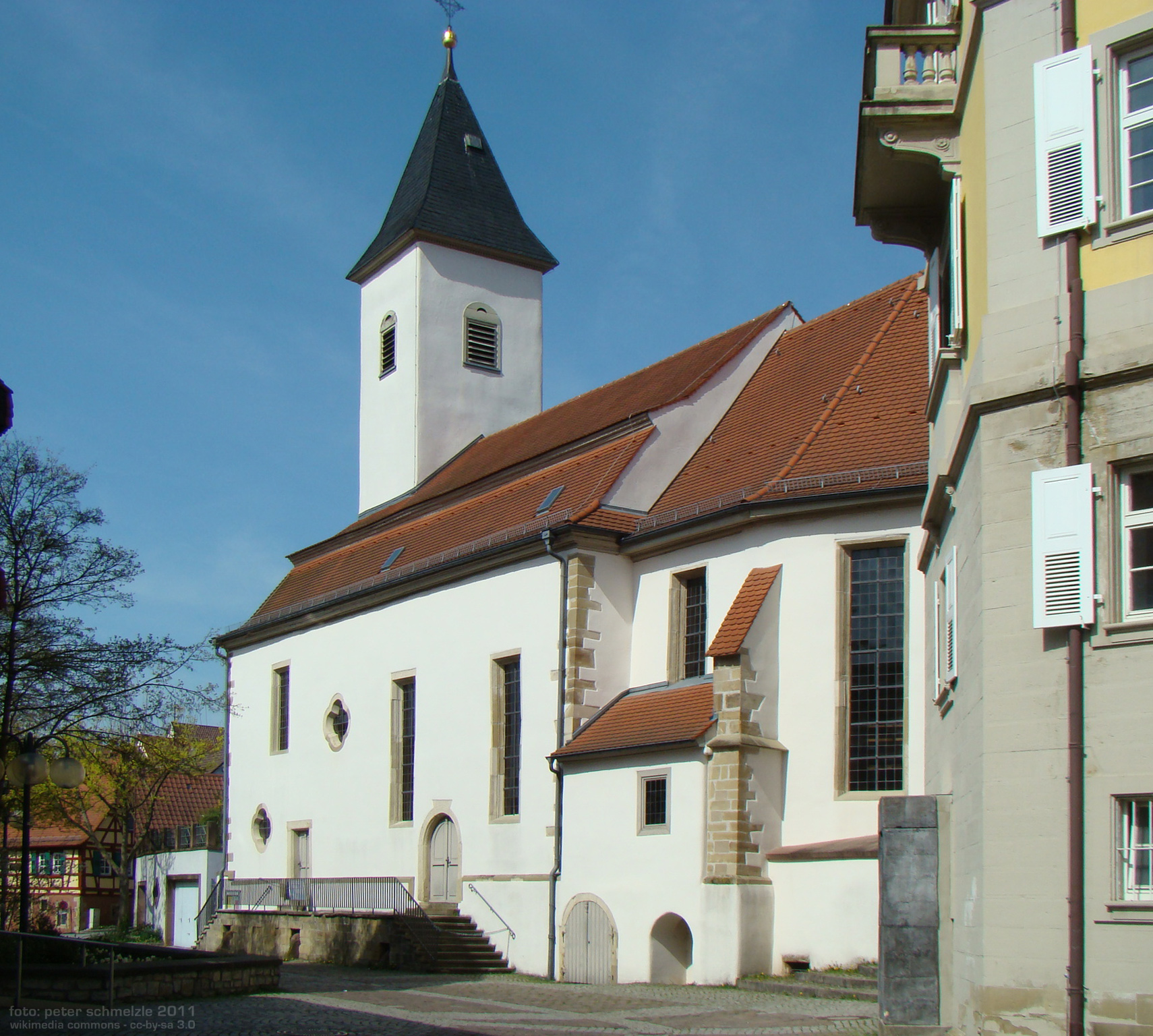
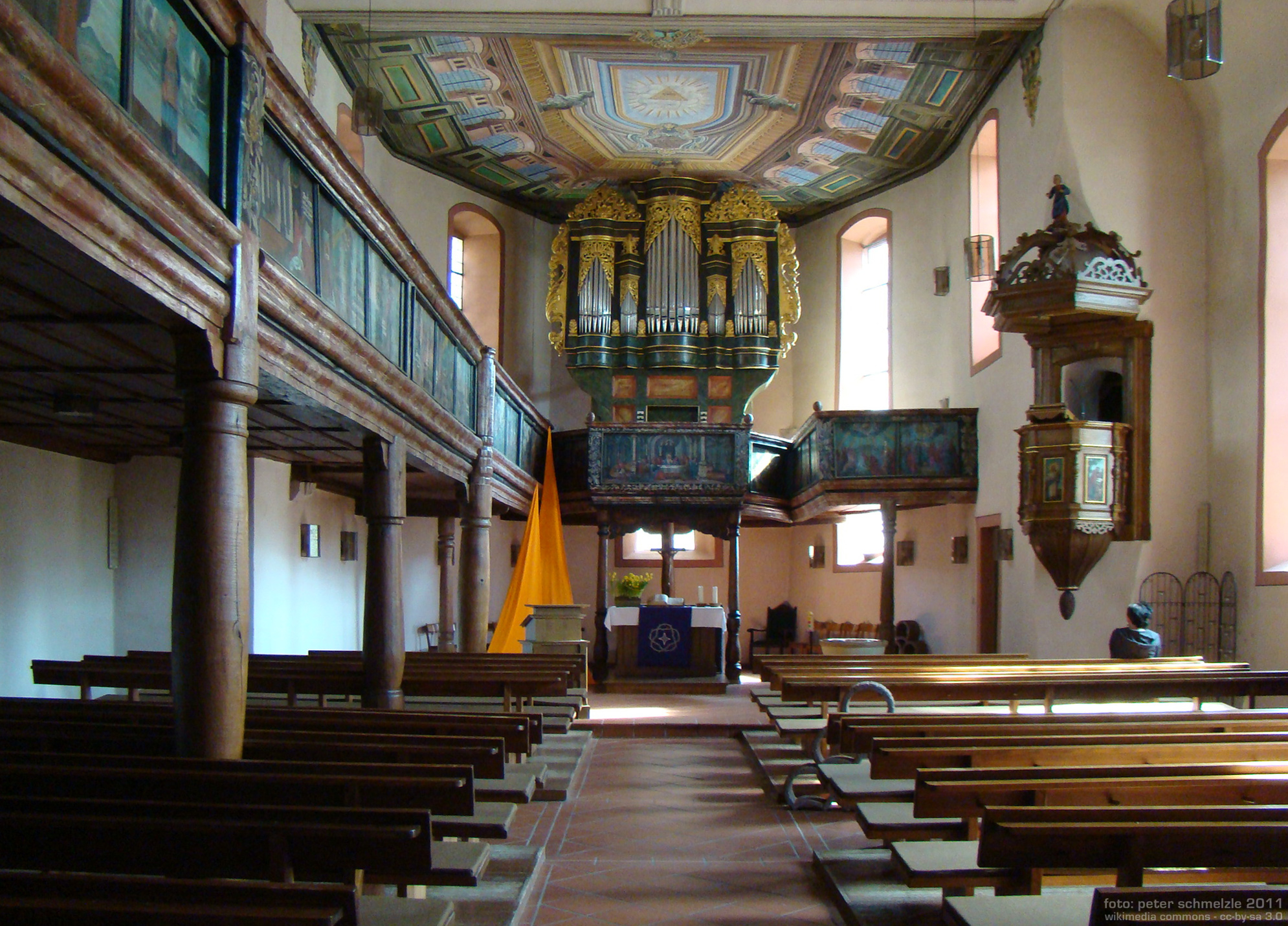
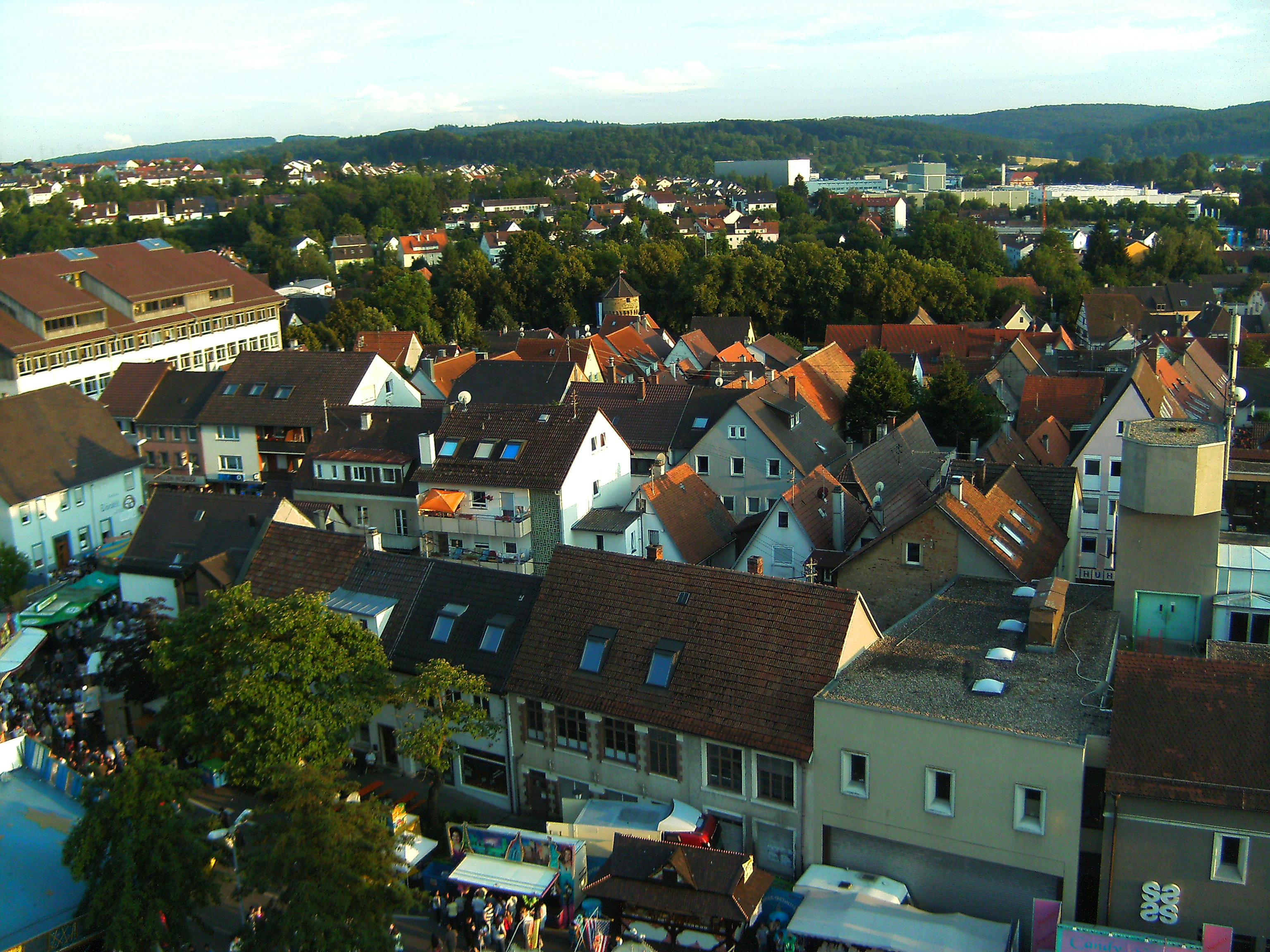
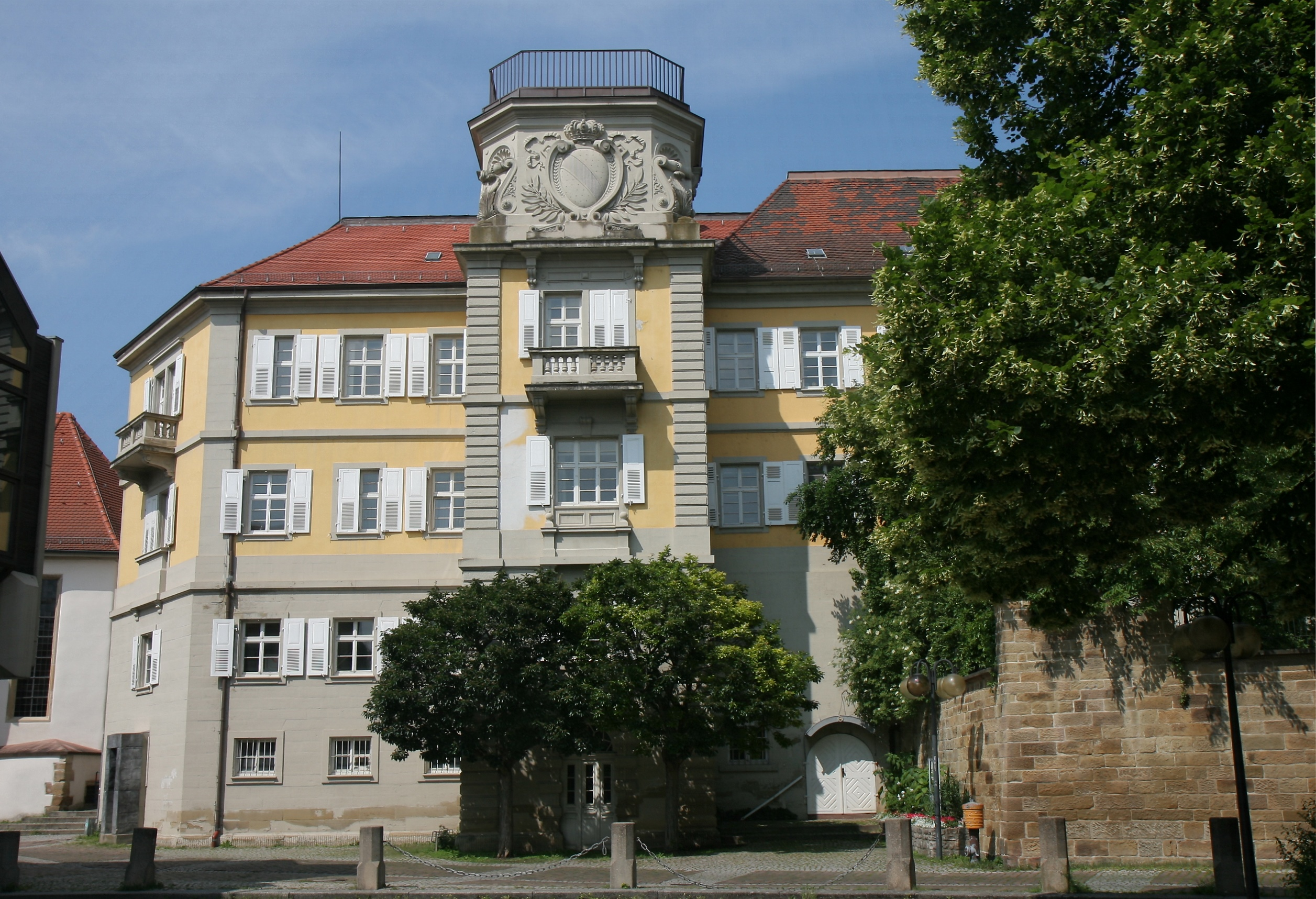